# Operazione ricchezza
Operazione ricchezza è un film italiano del 1967, diretto da Vittorio Musy Glori.

## Trama
Battista Palumbo, uomo ricchissimo, dirige tutto il mercato di una piccola località del napoletano,  il suo cruccio è  Concetta, detta "Ricchezza" , venditrice indipendente che lui non è mai riuscita a domare. Quando ella muore, sua figlia Maria si accorge che in realtà la ricchezza di sua madre era fatta di poche lire, orgogliosa rifiuta l'aiuto di Giannino, suo innamorato e  le offerte  del venale Battista, il quale, ignaro delle reali condizioni economiche di Maria, vuole darla in sposa a suo figlio.